# Sistemas híbridos
Un sistema híbrido es un sistema conceptualizado como conjunto de componentes interrelacionados o enlazados entre sí, sea desde el punto de vista material o inmaterial; e híbrido definido en sentido amplio como "mezcla de".
Por tanto al concepto "sistema híbrido" podemos determinarlo como una mezcla de diversos conjuntos de componentes que interactúan entre sí, llevando finalmente a cumplir una función específica.
Además Los sistemas de energía híbridos suelen incluir fuentes energéticas clásicas (grupo electrógeno por ejemplo), fuentes de energías renovables (solar, biomasa o eólica), sistemas de almacenamiento y soluciones de gestión (EMS). Pueden estar conectados o no a la red eléctrica. Estos sistemas responden plenamente a las necesidades energéticas de las zonas pocas interconectadas como los territorios insulares, las micros redes, e incluso las zonas rurales o sitios mineros que no tienen ningún acceso a la red. Una mayor implementación de energía solar permite reducir el coste de energía producida por estos sistemas.
- Datos: Q24954806